# Eugeni Sallent i Garriga
Eugeni Sallent i Garriga (Sabadell, 1962) és un informàtic i executiu català. Va dirigir Televisió de Catalunya des del 2012 fins al 2016.
Fill del creador dels Jocs Educa, Eugeni Sallent és llicenciat en Informàtica per la UAB i màster en Direcció d'Empreses per EADA. Entre el 1994 i el 1995 va ser consultor en sistemes d'informació del Centre Informàtic de la Generalitat. De 1995 a 1999 va ser gerent al Grup d'Emissores Catalunya Ràdio. Des del 1999 fins al 2012 va ser el director general de Radiocat XXI, l'empresa del Grup Godó que gestiona RAC 1 i RAC 105. A l'abril de 2012, la Corporació Catalana de Mitjans Audiovisuals el nomenà director de Televisió de Catalunya, en substitució de Mònica Terribas. Ocupà el càrrec fins al 2016. Posteriorment ha ocupat diversos càrrecs directius a Mediapro.
El 2010 va rebre el III Premi Quim Regàs de Periodisme, en reconeixement de la seva trajectòria professional.